# Resolution (Doctor Who)
"Resolution" é um episódio da série de ficção científica britânica Doctor Who, transmitido originalmente através da BBC One em 1 de janeiro de 2019. Foi escrito por Chris Chibnall, sendo dirigido por Wayne Yip. O especial segue a décima primeira temporada como um episódio especial do Ano-novo, em vez do tradicional especial anual de Natal. "Resolution" é o único episódio de Doctor Who que foi transmitido em 2019, já que a décima segunda temporada foi transmitida em 2020.
O episódio é estrelado por Jodie Whittaker como a Décima terceira Doutora, ao lado de Bradley Walsh, Tosin Cole e Mandip Gill como seus companheiros, Graham O'Brien, Ryan Sinclair e Yasmin Khan, respectivamente. O episódio também mostra o retorno dos Daleks. O episódio foi assistido por 5,15 milhões de espectadores.

## Enredo
No século IX, três tribos opostas conseguiram derrotar um inimigo aparentemente imbatível e dividir seu corpo em três partes para ficar escondido nos cantos mais distantes do planeta. O detentor da última peça é morto antes que ele possa enterrá-la; que é posteriormente descoberto por Lin e Mitch, dois arqueólogos, em Sheffield no dia de Ano-novo de 2019. A última peça é revivida involuntariamente, uma vez que remotamente convoca os outros dois fragmentos para se tornarem inteiros. Enquanto assistem a fogos de artifício em diferentes períodos de tempo, a Doutora e seus acompanhantes são alertados para esta presença alienígena, chegando no dia de hoje, conhecem os dois arqueólogos. Lin revela que viu uma grande criatura parecida com uma lula na parede; a Doutora encontra apenas uma gota de lodo. Sem o conhecimento de todos, a criatura se ligou às costas de Lin e assumiu o controle de sua mente e corpo.
Voltando para a casa de Graham e Ryan, a equipe descobre que Aaron, o pai ausente de Ryan, voltou e deseja fazer as pazes com o filho por não estar lá, especialmente desde a morte de Grace. Graham relutantemente permite que Ryan vá com Aaron a um café local para que os dois possam conversar. Enquanto isso, a Doutora e Yaz tentam seguir a criatura, o que fez Lin roubar o uniforme e um carro da polícia. Depois de examinar o lodo, a Doutora descobre que ela está seguindo um escuteiro Dalek. O Dalek, ainda controlando Lin, chega a uma base de arquivos, matando o guarda e usando suas impressões digitais para acessar os arquivos. Recuperando uma arma de raio Dalek do arquivo, ela então viaja para um armazém rural, matando o dono e construindo um Dalek improvisado com sucata de metal. Depois de matar uma patrulha militar, o Dalek voa ao Government Communications Headquarters, faz um massacre e tenta convocar a frota de Dalek para conquistar o mundo.
A Doutora, a tripulação da TARDIS, Aaron e os dois arqueólogos vão imediatamente ao local e anulam o sinal de convocação da frota, destruindo o revestimento do Dalek no processo. No entanto, o mutante sobrevive, e possui Aaron, ameaçando matá-lo, a menos que a Doutora o leve para Skaro. Ela concorda, mas leva o mutante Dalek para uma supernova. Ryan salva Aaron no último momento, quando o mutante Dalek é lançado na supernova.

## Produção

### Desenvolvimento
Juntamente com as temporadas, episódios especiais de Natal também foram transmitidos todos os anos entre 2005, o ano do revivimento do programa, e 2017. "Twice Upon a Time" marcou o último episódio especial criado para o Natal, depois que o episódio especial tradicional foi transferido para o Dia de Ano-novo em 2019. O título do episódio foi anunciado em 8 de dezembro de 2018 como "Resolution".
Chibnall afirmou durante as filmagens para a décima primeira temporada, que incluiu "Resolution", que os Daleks não seriam apresentados; no entanto, em 25 de dezembro de 2018, a BBC anunciou que o especial do Ano-novo apresentaria o retorno dos Daleks.

### Filmagens
"Resolution" foi filmado junto dos dez episódios da décima primeira temporada.

### Elenco
Em 6 de dezembro de 2018, a BBC anunciou o elenco convidado do episódio, incluindo Charlotte Ritchie, Nikesh Patel e Daniel Adegboyega, como os personagens Lin, Mitch e Aaron, respectivamente.

### Promoção
O primeiro trailer do episódio foi lançado após a transmissão do final da décima primeira temporada, "The Battle of Ranskoor Av Kolos".

## Transmissão e recepção
| Críticas profissionais            | Críticas profissionais |
| Avaliações da crítica             | Avaliações da crítica  |
| Fonte                             | Avaliação              |
| --------------------------------- | ---------------------- |
| Rotten Tomatoes (Tomatometer)     | 94%                    |
| Rotten Tomatoes (Pontuação geral) | 8.14                   |
| Entertainment Weekly              | A-                     |
| New York Magazine                 | [ 10 ]                 |
| Radio Times                       | [ 11 ]                 |
| The A.V. Club                     | A-                     |
| The Telegraph                     | [ 13 ]                 |
| The Guardian                      | [ 14 ]                 |
| The Independent                   | [ 15 ]                 |
| The Times                         | [ 16 ]                 |
| TV Fanatic                        | [ 17 ]                 |

### Transmissão
"Resolution" é o único episódio de Doctor Who de 2019, já que a décima segunda temporada foi transmitida em 2020. Semelhante a "The Woman Who Fell to Earth", "Resolution" não apresentou nenhuma abertura.

### Audiência
"Resolution" foi assistido por 5,15 milhões de telespectadores durante a noite, uma participação de 22,4% do total da audiência da TV do Reino Unido, tornando-se a quarta maior audiência pela noite[carece de fontes?] mas também a menor audiência durante para um evento anual Doctor Who. Teve uma pontuação no índice de valorização do público-alvo (Appreciation Index) de 80[carece de fontes?]

### Recepção crítica
O especial detém uma taxa de aprovação de 94% no Rotten Tomatoes, e uma média de 8,14 / 10 com base em 18 avaliações. O consenso crítico do site diz: "Com uma nova visão sobre vilões familiares e um senso renovado de apostas, 'Resolution' é um forte especial que surpreende tanto na história quanto no espetáculo."

## Lançamento em DVD e Blu-ray
"Resolution" está programado para receber uma versão independente em DVD e Blu-ray em 18 de fevereiro de 2019 na Região 2/B, em 19 de fevereiro na Região 1/A, e 20 de fevereiro na Região 4/B.